# Aleksandr Barmin
 Der er for få eller ingen kildehenvisninger i denne artikel, hvilket er et problem. Du kan hjælpe ved at angive troværdige kilder til de påstande, som fremføres i artiklen.

Aleksandr Grigorjevitj Barmin (russisk Александр Григорьевич Бармиин, translit. Aleksándr Grigór'evič Barmín, internationalt kendt som Alexander Barmine, født 16. august 1899 i Mahiljoŭ, 25. december 1987 i Rockville) var sovjetisk officer og diplomat. Under Stalins massemord i 1937 blev han afhopper. Han virkede derefter som skribent og journalist, hvor han advarede mod kommunismen, og som politisk rådgiver for den amerikanske regering.

## Liv

### Familie
Hans far var født Graff og tysk indvandrer til Rusland; moderen var ukrainsk. Barmin voksede op i Kyjiv og studerede ved sankt Vladimirs kejserlige universitet og en officersskole i Minsk.
Efter opholdet på militærakademiet giftede han sig med Olga Fjodorovna. Parret fik to sønner, men hans kone døde i barselsseng. Efter at være emigreret genså han aldrig sin familie i Sovjetunionen. I USA var han gift med Edith Kermit Roosevelt i 1948-52, barnebarn af præsident Theodore Roosevelt. Parret fik en datter, Margot. I 1952 giftede han sig med Halyna Domanytska.

### Sovjetisk tjeneste
Efter revolutionen studerede han ved Frunze-militærakademiet og instituttet for orientalske studier i Moskva. Han deltog i den røde hær under borgerkrigen og var militærattaché ved den sovjetiske ambassade i Bukhara i 1921. Sammen med sin kone arbejdede han i nogle år i partiapparatet i sovjetisk Centralasien og senere i Moskva.
I 1935 skiftede han fra den røde hær til den militære efterretningstjeneste (GRU). Han blev udnævnt til chargé d'affaires ved ambassaden i Athen. Mange af Barmins overordnede blev arresteret og henrettet eller forsvandt under Stalins udrensninger i 1936-37. Barmin frygtede at samme skæbne snart ville ramme ham selv. I juli 1937 blev han inviteret til at spise middag på et sovjetisk skib i Piræus, men han nægtede at gå ombord. På en restaurant mødtes han med kaptajnen, som advarede ham. Barmin flygtede derefter til Paris og senere New York.

### Afhopning og senere virke
I USA ansøgte han om asyl. I 1941 blev han hvervet til den amerikanske hær i en antiluftskytsenhed. Han fik statsborgerskab i 1942. I 1943-44 arbejdede han for U.S. Office of Strategic Services, som stod for indhentning af efterretninger og sabotage i krigen.
Efter krigen var han leder af Voice of Americas russiske afdeling i 1948-64. I forbindelse med den amerikanske jagt på spioner og kommunister i efterkrigstiden afslørede han den amerikanske professor og embedsmand Owen Lattimore som sovjetisk agent. I 1964-72 var han rådgiver i sovjetiske forhold for U.S. Information Agency, den amerikanske myndighed for offentligt diplomati og PR-arbejde i udlandet.
Barmin skrev i sine erindringer at han var blevet overrasket over støtten til sovjetkommunismen blandt vestlige intellektuelle omkring 1930, en opbakning som viste sig samtidig med at han og hans kollegaer i GRU selv mistede troen på systemet.